# ریل استاندارد

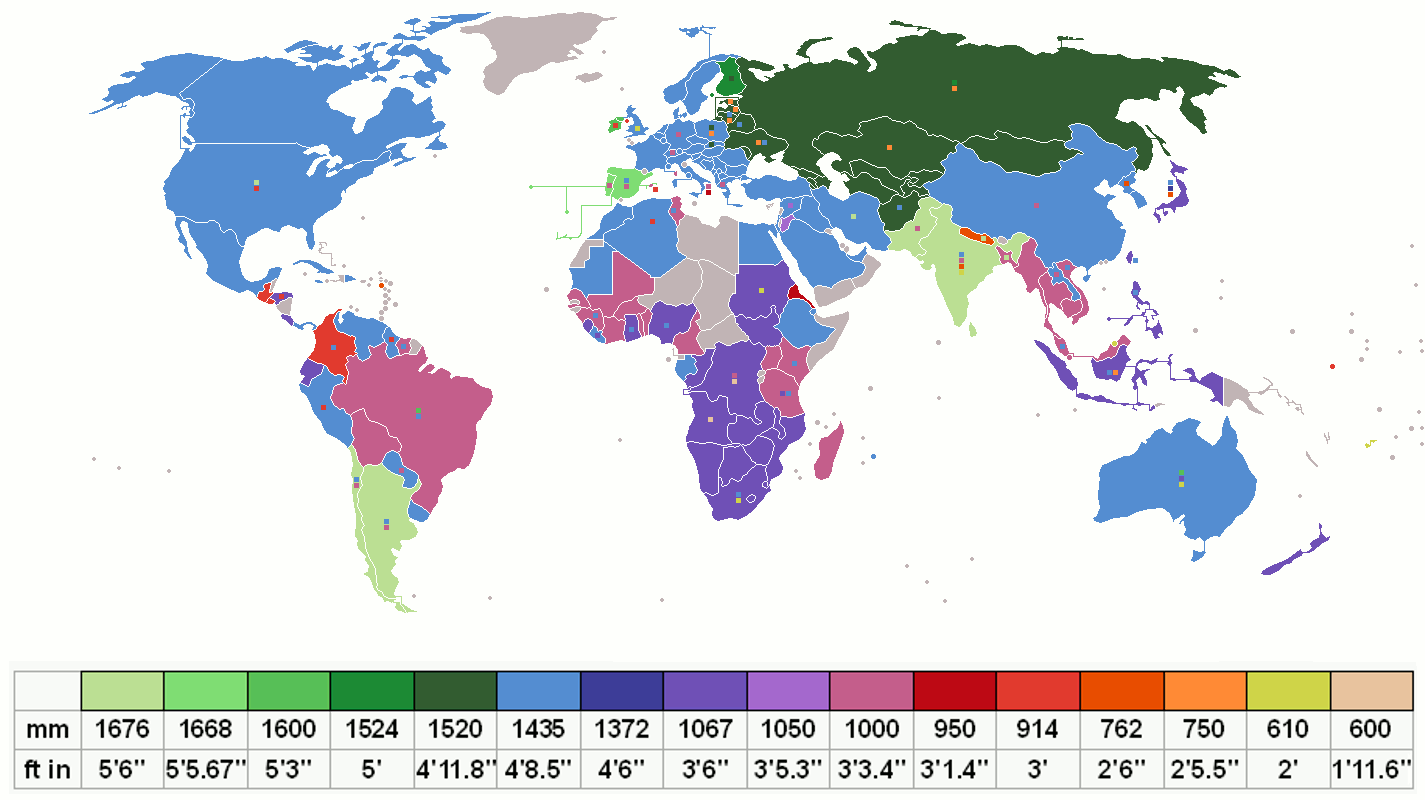
ریل استاندارد (رنگ آبی)

ریل استاندارد (انگلیسی: Standard gauge) یکی از اندازه‌های ریل راه‌آهن است که توسط جورج استفنسون مهندس انگلستانی که عنوان اندازه ریل استاندارد معرفی شده‌است.
اندازه این ریل ۱٬۴۳۵ میلی‌متر (۴ فوت ۸ ۱⁄۲ اینچ) می‌باشد و هم‌اکنون مورد استفاده در ۶۰٪ کشورهای جهان است.

## کشورهای استفاده کننده
- آلبانی
- الجزایر
- آرژانتین
- استرالیا
- اتریش
- بنگلادش
- بلژیک
- بوسنی
- برزیل
- بلغارستان
- کانادا
- چین
- کرواسی
- کامبوج
- کوبا
- جمهوری چک
- دانمارک
- مصر
- فرانسه
- آلمان
- یونان
- هنگ کنگ
- مجارستان
- هند
- اندونزی
- ایران
- عراق
- ایرلند
- اسرائیل
- ایتالیا
- ژاپن
- کنیا
- لبنان
- لیبی
- لوکزامبورگ
- مقدونیه
- مالزی
- مکزیک
- موناکو
- مونته‌نگرو
- مراکش
- هلند
- کره شمالی
- نروژ
- پاناما
- پاراگوئه
- پرو
- فیلیپین
- لهستان
- پرتغال
- رومانی
- روسیه (به صورت جزئی)
- عربستان
- صربستان
- سنگاپور
- اسلواکی
- اسلوونی
- آفریقای جنوبی
- کره جنوبی
- اسپانیا
- سوئد
- سوئیس
- سوریه
- تایوان
- تونس
- تایلند
- ترکیه
- امارات متحده عربی
- بریتانیا
- آمریکا
- اروگوئه
- ویتنام